# U.S. Highway 98
Der U.S. Highway 98 (auch U.S. Route 98 oder US 98) ist ein Highway, der auf 1539 km Länge von Natchez in Mississippi bis Palm Beach in Florida verläuft. Die wichtigsten Städte, die der Highway passiert, sind Hattiesburg, Mobile, Pensacola, Lakeland und West Palm Beach.

## Verlauf

### Mississippi
Von Natchez bis zur Grenze zu Alabama, östlich von Lucedale, verläuft der Highway auf 329 km Länge. Zwischen Natchez und Bude teilt sich der Highway die Trasse mit dem US 84. Bei McComb und Hattiesburg verläuft der US 98 auf kurzen Abschnitten auf den Interstates 55 bzw. 59.

### Alabama
Von der Grenze zu Mississippi nordwestlich von Semmes bis zur Perdido Bay an der Grenze zu Florida verläuft der Highway auf 131 km Länge. In Alabama ist der Highway mit der (unbeschilderten) Alabama State Route 42 deckungsgleich.

### Florida
Von der Grenze zu Alabama an der Perdido Bay bis Palm Beach am Atlantischen Ozean verläuft der Highway auf 1.079 km Länge.
Im Florida Panhandle verläuft der Highway in unmittelbarer Nähe der Golfküste, teilweise entlang mehrerer Barriereinseln. Während der US 98 im Panhandle in östlicher Richtung verläuft, zweigt er in Perry, am Übergang zur Halbinsel Florida, nach Südosten ab.
Der Highway überschneidet sich in Florida im Verlauf mit folgenden Straßen:
- FL 30/FL 30A: Grenze zu Alabama – Perry
- US 19: Perry – Sugarmill Woods
- FL 50: Brooksville – Ridge Manor
- US 301 / FL 35: Lacoochee – Dade City
- US 17: Bartow – Fort Meade
- FL 17: südl. von Frostproof – Avon Park
- US 27: westl. von Frostproof – Sebring
- US 441: Okeechobee – Royal Palm Beach
- FL 80: nördl. von Belle Glade – Palm Beach